# Alogenuri arilici
Gli alogenuri arilici sono composti organici aromatici e si presentano, a temperatura ambiente, come liquidi incolori oleosi o come solidi cristallini. Risultano insolubili in acqua e solubili in etere. La loro formula generale è Ar-X (essendo Ar il gruppo arile e X l'alogeno).
Gli alogenuri arilici sono caratterizzati dal legame di un alogeno con un atomo di carbonio dell'anello aromatico.
I più semplici sono gli monoalogenuri del benzene (clorobenzene, bromobenzene). In essi la sostituzione elettrofila aromatica avviene con più difficoltà rispetto al benzene poiché il lor anello aromatico è impoverito di densità elettronica rispetto al benzene (gli alogeni sono sostituenti disattivanti). Quando un alogeno è presente sul naftalene o altro idrocarburo policiclico aromatico, la sostituzione avviene di preferenza su un anello diverso da quello in cui esso è presente.

Reazione di sintesi di un alogenuro arilico (nel caso in cui l'arile sia costituito da un fenile).

## Esempi di alogenuri arilici
- Fluorobenzene
- Clorobenzene
- Bromobenzene
- Iodobenzene

| Controllo di autorità | GND (DE) 4158869-1 |